# Hemiphractus
Hemiphractus é um gênero de anfíbios da família Hemiphractidae. O gênero possui seis espécies descritas que estão distribuídas do Panamá até o noroeste do Equador; e na alta Bacia Amazônica e Andes no Brasil, Colômbia, Equador, Peru, e Bolívia.
As seguintes espécies são reconhecidas:
- Hemiphractus bubalus (Jiménez de la Espada, 1870)
- Hemiphractus fasciatus Peters, 1862
- Hemiphractus helioi Sheil & Mendelson, 2001
- Hemiphractus johnsoni (Noble, 1917)
- Hemiphractus proboscideus (Jiménez de la Espada, 1870)
- Hemiphractus scutatus (Spix, 1824)